# Baeden Choppy
Baeden Choppy, né le 14 avril 1976 à Mackay dans le Queensland en Australie, est un joueur australien de hockey sur gazon.

## Biographie
Baeden Choppy remporte aux Jeux olympiques d'été de 1996 à Atlanta la médaille de bronze avec l'équipe nationale. 